# Elvis! Elvis! (film)
Elvis! Elvis! är en svensk dramafilm från 1977 som är löst baserad på Maria Gripes böcker Elvis Karlsson (1972) och Elvis! Elvis! (1973). Filmen var regissören Kay Pollaks långfilmsdebut.

## Handling
Elvis Karlsson har fått sitt förnamn efter sin mammas idol Elvis Presley. Han har svårt att leva upp till hennes krav och måste kämpa för att bli en människa i sin egen rätt.

## Om filmen
Filmen premiärvisades på biograferna Grand och Victoria i Stockholm 19 mars 1977. 

## Övrigt
Filmen har samröre med kortfilmen "Öppet brev till Gud".

## Rollista i urval
- Lele Dorazio – Elvis Karlsson
- Lena-Pia Bernhardsson – Inga, Elvis mamma
- Fred Gunnarsson – Gösta, Elvis pappa
- Elisaveta - Elvis farmor
- Allan Edwall – Elvis farfar
- Kent Andersson – Johan Brovall
- Victoria Grant – Anna-Rosa, Johans dotter
- Kim Anderzon – Anna-Rosas mamma
- Kjerstin Dellert – Anna-Rosas mormor
- Svea Holst – Anna-Rosas gammelmormor
- Ingrid Boström – lärarinnan
- Lars Edström – Kurt
- Marian Gräns – Sivan
- Ove Kant – pappa på kyrkogården
- Ted Åström – Elvis Presley

## Musik i filmen
- Every Road Leads Back to You, kompositör Keith Podger och Barry Mason
- Good Luck Charm, kompositör Aaron Schroeder och Wally Gold, svensk text Olle Bergman
- Here Comes the Sun, kompositör George Harrison, svensk text Claes af Geijerstam
- Paper Town (Det gör detsamma), kompositör Bert Östlund, text Rose-Marie Gröning
- Let Me Be Your Teddy Bear, kompositör Kal Mann och Bernie Lowe, svensk text Lars E. Carlsson
- Wooden Heart, kompositör Fred Wise, Benjamin Weisman,  Kathleen G. Twomey och Bert Kaempfert